# Saga Boats
Saga Boats ist ein norwegischer Hersteller von Motorbooten aus glasfaserverstärktem Kunststoff. Der Sitz des Unternehmens ist in Selje in der Provinz Vestland.

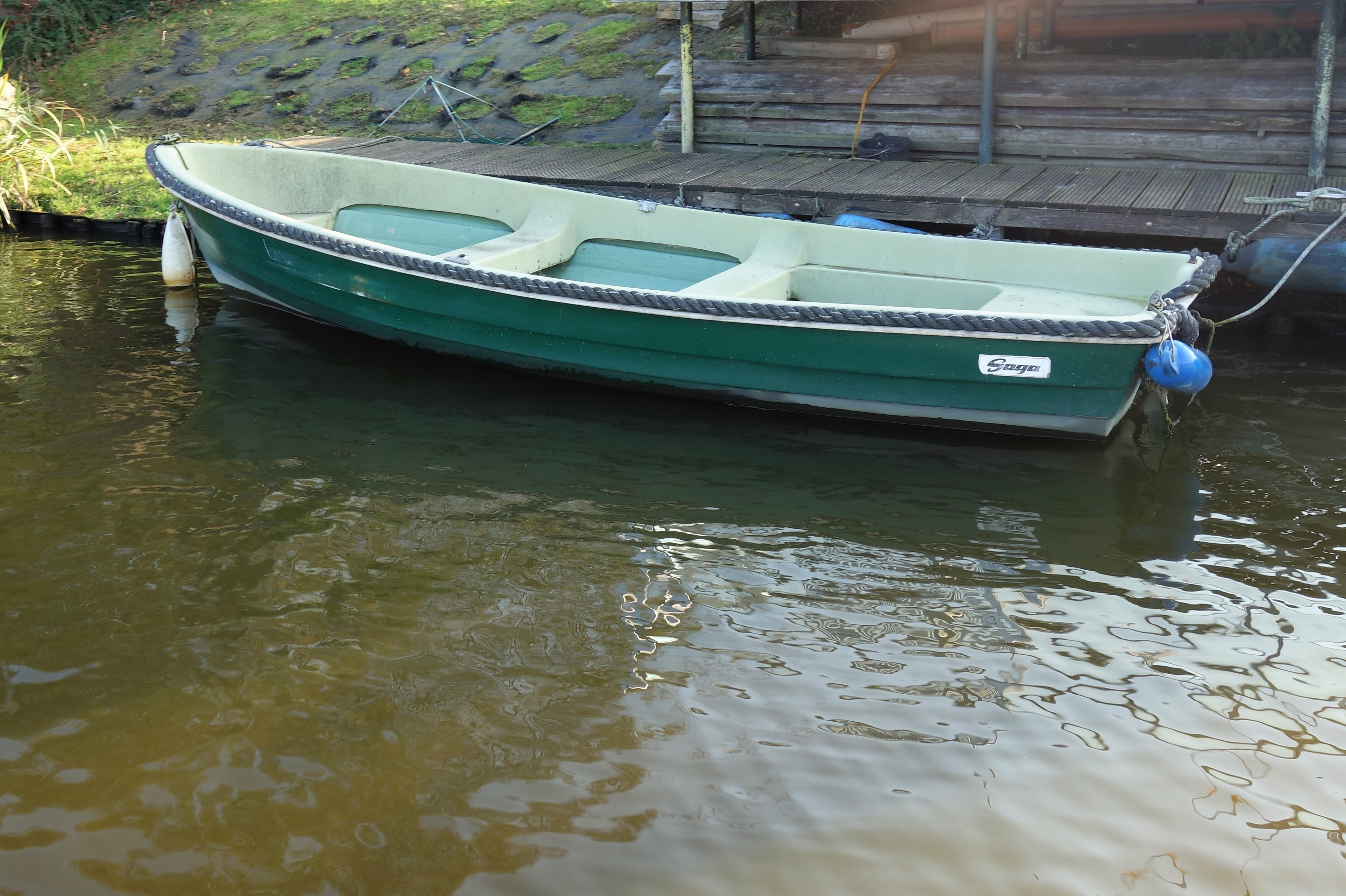
Aus den Anfängen, eine Saga 14

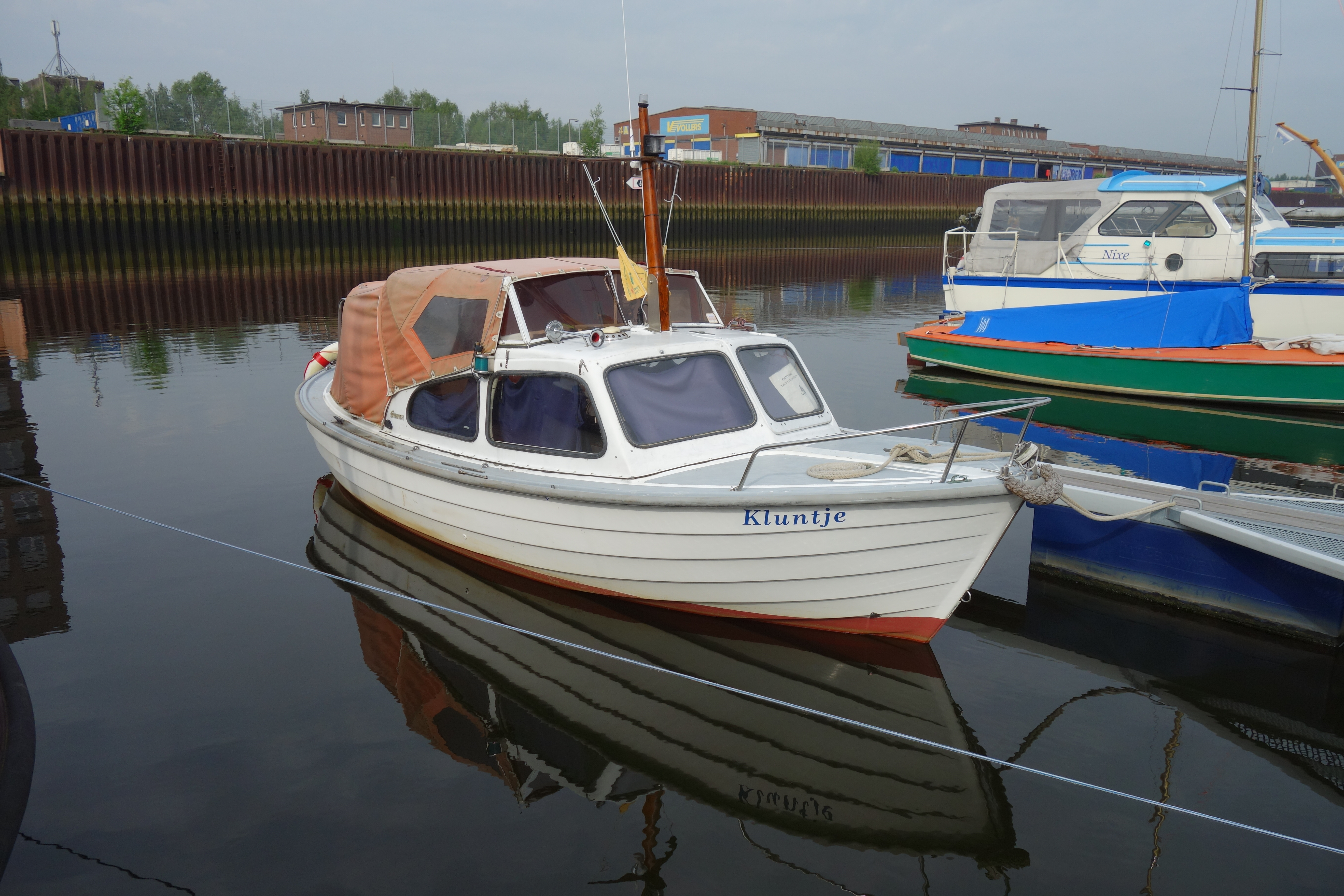
1. Erfolgsmodell Saga 20

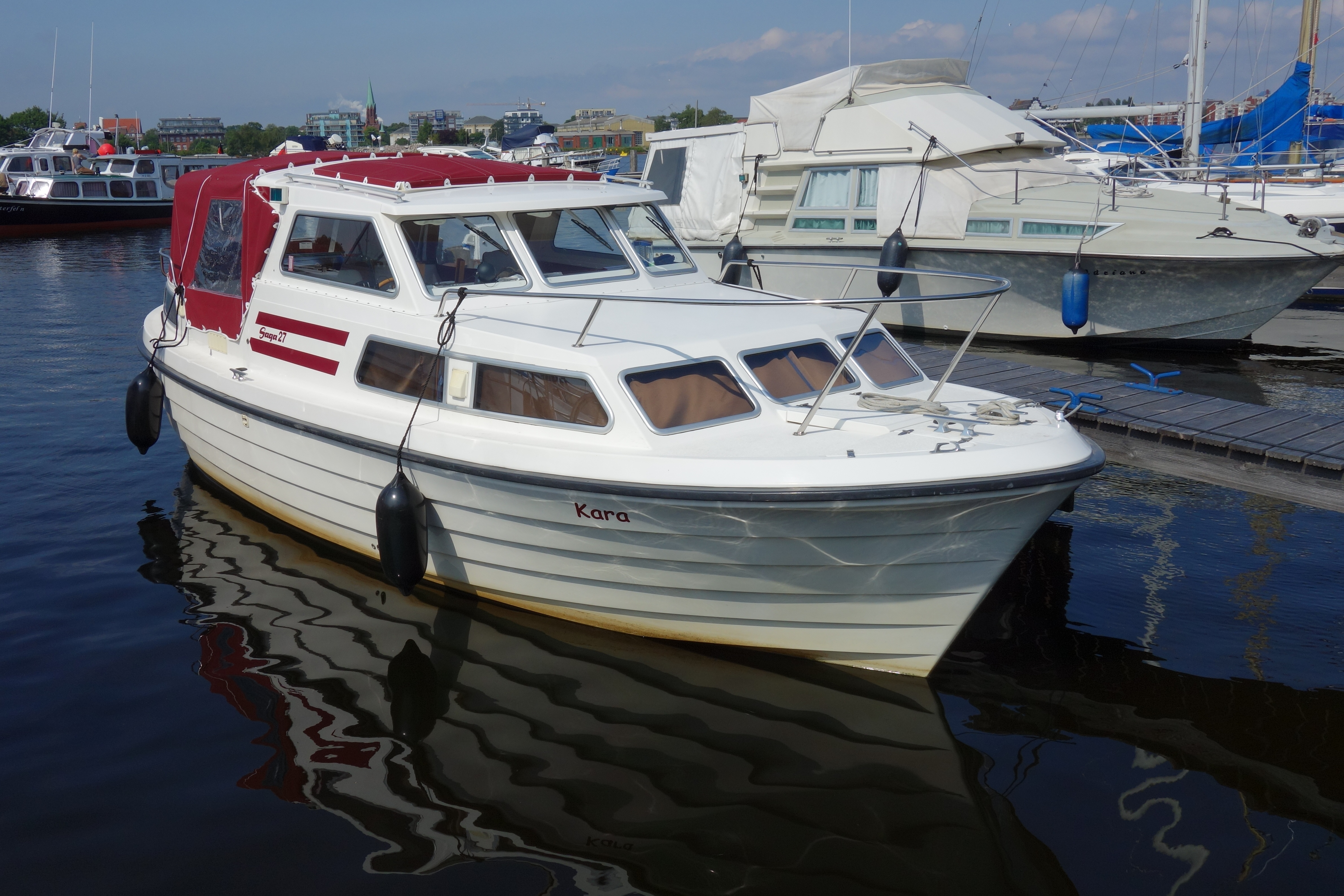
2. Erfolgsmodell Saga 27

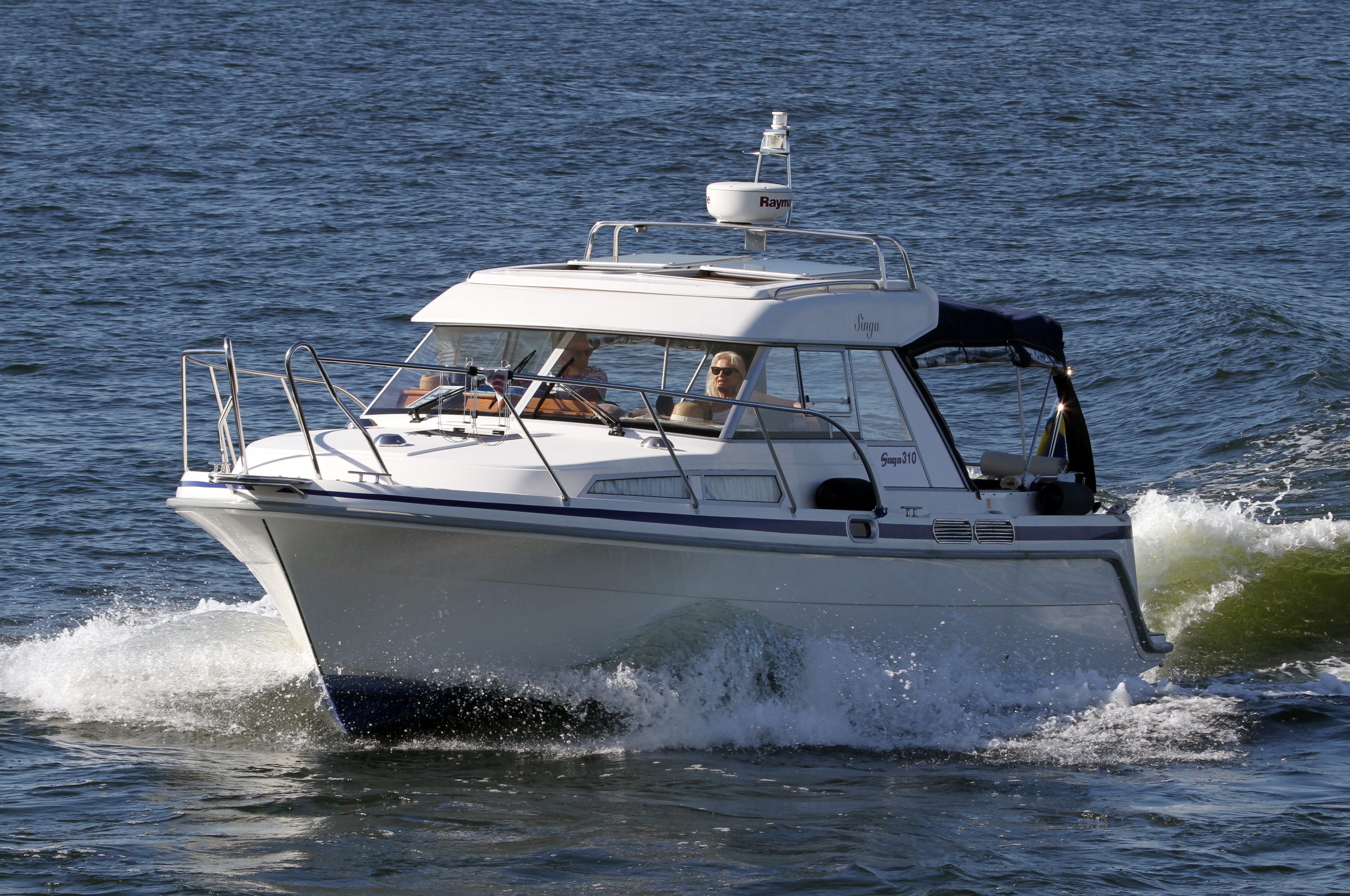
Halbgleiter Saga 310

## Geschichte
Die Brüder Wald und Asbjørn Drageseth betrieben bereits 14 Jahre lang eine Hemdenfabrik, als sie 1960 begannen, mit dem neuen Werkstoff Boote zu bauen. Das erste Dingi war 10 ft (3 m) lang und entstand noch in der Hemdenfabrik. Für die Produktion weiterer Modelle wurde dann aber die Selje Bruk AS gegründet und ein neuer Betrieb direkt an die Küste aufgebaut. Bezeichnet wurden die Saga-Boote nach ihrer Länge in Fuß.
1967 wurde die Saga 20 auf den Markt gebracht. Der Spitzgatter entwickelte sich zum Erfolgsmodell und wurde in weite Teile Europas exportiert. Jährlich wurden etwa 200 Boote dieses Typs gebaut und der Betrieb entsprechend der Nachfrage erheblich vergrößert.
Mit der Saga 27 wurde 1970 eine neue Generation von Familienbooten angeboten. Sie entwickelte sich ebenfalls zum Verkaufsschlager und wurde 2005 zu „Norwegens Motorboot der Gegenwart“ gekürt. Der Erfolg von Saga 20 und Saga 27 machten die Saga-Boote zum Inbegriff für robuste und seetüchtige Motorboote. Bis 1980 wurden rund 700 Boote im Jahr von etwa 130 Beschäftigten hergestellt.

## Gegenwart
1976 begann man mit der Entwicklung eines moderneren Halbgleiters für höhere Geschwindigkeiten. Der damals konstruierte Rumpf mit gerader Achse wurde zum Kernstück des weiteren Saga-Programms. Die gegenwärtige Produktpalette weist verschiedene Halbgleiter-Modelle auf, die mit einer dreistelligen Nummer bezeichnet werden. Die ersten beiden Ziffern geben jeweils wieder die Länge in Fuß an. Saga Boats stellt pro Saison etwa 100 Boote her und ist damit in Norwegen einer der führenden Anbieter in diesem Segment. Ein Großteil der Produktion ist für den europäischen Markt bestimmt.